# Valérie Bonneton

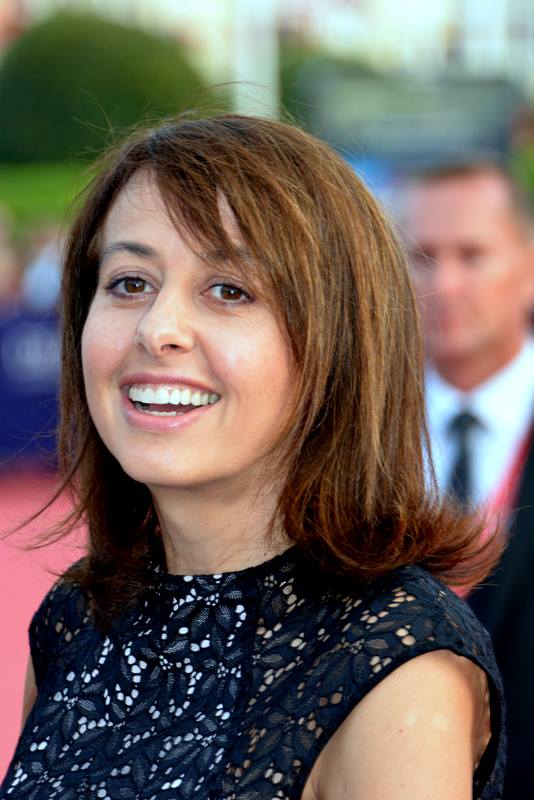
Valérie Bonneton (Deauville 2014)

Valérie Bonneton (* 5. April 1970 in Somain) ist eine französische Schauspielerin.

## Leben
Valérie Bonneton beendete 1996 ihr Schauspielstudium an der renommierten Conservatoire national supérieur d’art dramatique in Paris. Anschließend spielte sie Theater und debütierte in der 1996 erschienenen und von Caroline Huppert inszenierten Filmkomödie Love, etc. an der Seite von Charlotte Gainsbourg, Yvan Attal und Charles Berling. Für ihre Darstellung der  Véronique Cantara in dem Spielfilm Kleine wahre Lügen wurde sie für den französischen Filmpreis César 2011 als Beste Nebendarstellerin nominiert.
Bis zu ihrer Trennung im Oktober 2010 war Bonneton 13 Jahre lang mit dem französischen Schauspieler François Cluzet liiert, mit dem sie zwei gemeinsame Kinder hat.

## Filmografie (Auswahl)
- 1996: Love, etc.

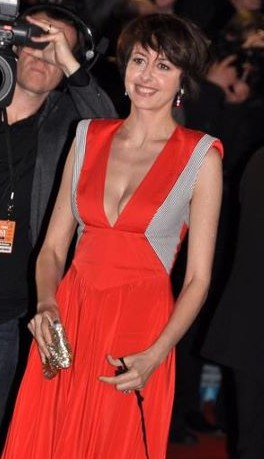
Valérie Bonneton beim César 2012

- 1997: Viens jouer dans la cour des grands
- 1998: Jeanne et le garçon formidable
- 1999: L’homme de ma vie
- 2000: Les destinées sentimentales
- 2005: Les gens honnêtes vivent en France
- 2005: Sie sind ein schöner Mann (Je vous trouve très beau)
- 2006: L’école pour tous
- 2008: Ende eines Sommers (L’Heure d’été)
- 2010: Kleine wahre Lügen (Les petits mouchoirs)
- 2011: Familientreffen mit Hindernissen (Le skylab)
- 2011: Propriété interdite
- 2011: Eine Jugendliebe (Un amour de jeunesse)
- 2013: Eyjafjallajökull – Der unaussprechliche Vulkanfilm (Eyjafjallajökull)
- 2013: Eine Hochzeit und andere Hindernisse (Des gens qui s’embrassent)
- 2014: Super-Hypochonder (Supercondriaque)
- 2014: Nur eine Stunde Ruhe! (Une heure de tranquillité)
- 2014: Jacky im Königreich der Frauen (Jacky au royaume des filles)
- 2014: Sex für Fortgeschrittene (À coup sûr)
- 2015: Jamais de la vie
- 2015: Madame Christine & ihre unerwarteten Gäste (Le Grand Partage)
- 2016: The Jews (Ils sont partout)
- 2017: Ménage à trois – Zum Fremdgehen verführt (Garde alternée)
- 2018: Die Sch’tis in Paris – Eine Familie auf Abwegen (La Ch’tite Famille)
- 2019: Der Sommer mit Pauline (Venise n’est pas en Italie)
- 2020: Fais pas ci, fais pas ça: Y aura-t-il Noël à Noël? (Fernsehfilm)
- 2021: Qui est Monsieur Schmitt? (Fernsehfilm)
- 2021: Eugénie Grandet
- 2022: Das Nonnenrennen (Juste ciel)
- 2025: Die guten und die besseren Tage (Des jours meilleurs)

## Auszeichnung (Auswahl)
- César 2011: Nominierung als Beste Nebendarstellerin für Kleine wahre Lügen